# Yom Tov Assis
Yom Tov Assis (Alep, 1942 – Jerusalem, 16 de juny de 2013) va ser un historiador medievalista especialitzat en la història del judaisme a la península Ibèrica.
Obté el doctorat a la Universitat Hebrea de Jerusalem, ciutat on s’havia establert el 1971 després de residir a Líban i Turquia. Segons el curriculum vitae que utilitzava, les principals línies d’investigació de Yom Tov Assis van ser les següents: el rei i els jueus a la Corona d’Aragó; la història econòmica dels jueus a la Corona d’Aragó i Navarra; les activitats científiques dels jueus espanyols; la societat jueva i la vida familiar a l’Espanya medieval; la vida religiosa i cultural dels espanyols i de Provença; les relacions acadèmiques entre els jueus d’una banda i altra dels Pirineus; i la corona, l’Església i els jueus en l’Europa occidental medieval.
Més enllà de l’activitat acadèmica, Yom Tov Assis va impulsar publicacions per a la divulgació de la història jueva: Hispania Judaica Series, Magna Press, Jerusalem, o Hispania Judaica Bulletin.
Entre altres càrrecs, va ser president de l’Institut Dinur Ben-Zion d’Investigació en Història dels Jueus (1994-97), director de l’Institut d’Estudis Judaics (1997-2001); president acadèmic del Centre d’Estudis Jueus a Rússia El Chai (1998-2007); president acadèmic de l’Institut de Recerca sobre el Patrimoni Jueu Sefardita i Oriental Mizgav Yerushalaim (2005-2006); i president de la Societat d’Estudis Sefardies (2010-13).
Segons el professor José Hinojosa Montalvo, la publicació de The Golden age of aragonese jery. Community and society in the Crown of Aragon (1213-1327) va ser “la base per a importants estudis realitzats posteriorment entorn la història de la comunitat jueva”.

## Llibres principals
- The jews of Santa Coloma de Queralt: an economic and demographic case of study of a community at the end of the thirteen century. Jerusalem, 1988.[traduït al català: Els jueus de Santa Coloma de Queralt. Santa Coloma de Queralt, 2000)
- The Jews of Spain: from settlement to expulsion. Jerusalem, 1988.
- The jews of Navarre in the late middle ages (en coautoria amb Ramón Magdalena). Jerusalem, 1990.
- Responsa, rabínicos y cartas reales : fuentes para el estudio de la historia de los judíos en la Corona de Aragón. Madrid, 1993.
- The Golden age of aragonese jery. Community and society in the Crown of Aragon (1213-1327). Londres, 1997.
- Jewish economy in the medieval Crown of Aragon, 1213-1327 : money and power. Londres, 1997.